# Departement der Saale
Das Departement der Saale (frz. Département de la Saale, dt. Departement der Saale, kurz Saale-Departement oder Saaledepartement) war von 1807 bis 1813 eine Verwaltungseinheit des Königreiches Westphalen. Das Departement hatte seinen Sitz in der Stadt Halberstadt und wurde von einem Präfekten geleitet. 

## Geschichte
Im Art. 6 des Friedens von Tilsit vom 7. Juli 1807 musste Preußen Jérôme als König von Westphalen anerkennen und gem. Art. 8 seine westelbischen Gebiete abtreten, wozu auch das Fürstentum Halberstadt, der Hauptteil des Herzogtums Magdeburg und die 1802 im Vorgriff auf den Reichsdeputationshauptschluss erworbenen Reichsterritorien um den Harz gehörten. 
Am 13. August 1807 wurden in Paris auf Befehl Napoleons Delegierte aus allen Landesteilen des künftigen Königreiches berufen, darunter der letzte Halberstädter Domdechant Graf von Alvensleben für die Altmark und Landrat von Hagen für Halberstadt, der allerdings sein Mandat im beratenden Ausschuss für die von Napoleon bei einer Audienz am 16. August 1807 angekündigte neue westphälische Verfassung niederlegte. 
Am 28. Juni 1807 nahmen drei französische „Regenten“ in der neuen Hauptstadt Cassel ihre Regierungsgeschäfte auf; am gleichen Tag erschien das kaiserliche Dekret mit der Proklamation des Königreiches Westphalen. 
Die von Napoleon am 5. November 1807 in Fontainebleau unterzeichnete westphälische Verfassung wurde von ihm auf den 15. November 1807 datiert. Die Mitgliedschaft im Rheinbund ab 1. Januar 1808 war in der westphälischen Verfassung verankert. Auch die Verwaltungsstruktur nach französischem Vorbild in Departments und Distrikte (bei Vorgabe einer Höchstzahl), Kantone und Municipalitäten war im Art. 34 der Verfassung vorgeschrieben. 
Am 10. Dezember 1807 hielt Jérôme Einzug in Cassel. Der Empfang durch die Bevölkerung soll eher kühl ausgefallen sein, doch wird später im gesamten neuen Königreich auch Lobhudelei deutlich. Trotz der Einführung des Code Napoléon als Bürgerliches Gesetzbuch (1. Januar 1808) wurden die Landesgesetze in Form königlicher Dekrete erlassen; die „Reichsstände“, die über kein Selbstversammlungsrecht verfügten, durften laut Verfassung die Gesetze nur „discutiren“. 
Per Dekret vom 11. Februar 1808 ordnete Jérôme für den 6. März 1808 Huldigungsfeiern in den Departments an. In Halberstadt nahm für die Geistlichkeit Domdechant von Alvensleben den Huldigungseid entgegen, während der Präfekt Goßler auf einer Tribüne auf dem Holzmarkt den weltlichen Vertretern den Eid abnahm. 
Als Departementshauptstadt war Halberstadt Sitz der Präfektur und des Kriminalgerichtes, ein besonderer Unterpräfekt für den Distrikt wurde nicht eingesetzt. 
In der allgemeinen Verwaltung unterstanden den Unterpräfekten, bis zur Ernennung der Maires de canton am Ende des Jahres 1808, direkt die Munizipalitäten mit einem Maire und einem Maire adjoint an der Spitze. Wie in anderen Teilen des Königreichs wurden diese meist ehrenamtlichen Funktionen recht bereitwillig übernommen, wobei bei den 140 Kommunen des Distrikts Halle 15 % der Posten nach dem ersten Ernennungsdekret noch frei blieben. Es kam einerseits zu einem gewissen personellen Wechsel. Bei den 73 Kommunen der zehn ehemals preußischen Kantone dieses Distrikts wurden immerhin 32 Personen zum Maire ernannt, die vorher nicht Gemeindevorsteher (Bürgermeister, Schulze, Richter) gewesen waren. 17 waren vorher Dorfrichter gewesen. Im Saale-Departement versuchten allerdings auch ehemals privilegierte Eliten, die Kommunalfunktionen zu besetzen, denn 13 Maires (von den 73 untersuchten) waren Pächter königlicher oder adliger Güter und elf selbst adlige Rittergutsbesitzer. Die Regierung in Cassel versuchte allerdings den Einfluss des Adels auf die Kommunalverwaltung zurückzudrängen. Im Distrikt Halberstadt (70 Kommunen) ging die Zahl der Maires aus dem Adel zwischen 1808 und 1812 von sechs auf vier, im Distrikt Halle (140 Kommunen), von 18 auf acht zurück.
Die Mehrheit der Maires stammte aus der mittleren Bauernschaft, die oft abgaben- und dienstpflichtig war. In 58 % der Kommunen des Distrikts Halberstadt war einer der beiden Kommunalbeamten – der Maire oder der Maire adjoint – ein dienstpflichtiger Bauer. Offiziell bevorzugte die Regierung Maires, die aus ihrer Gemeinde stammten, das war bei 75 % (Distrikt Halle) bzw. 85 % (Distrikt Halberstadt) der adligen Maires nicht der Fall.

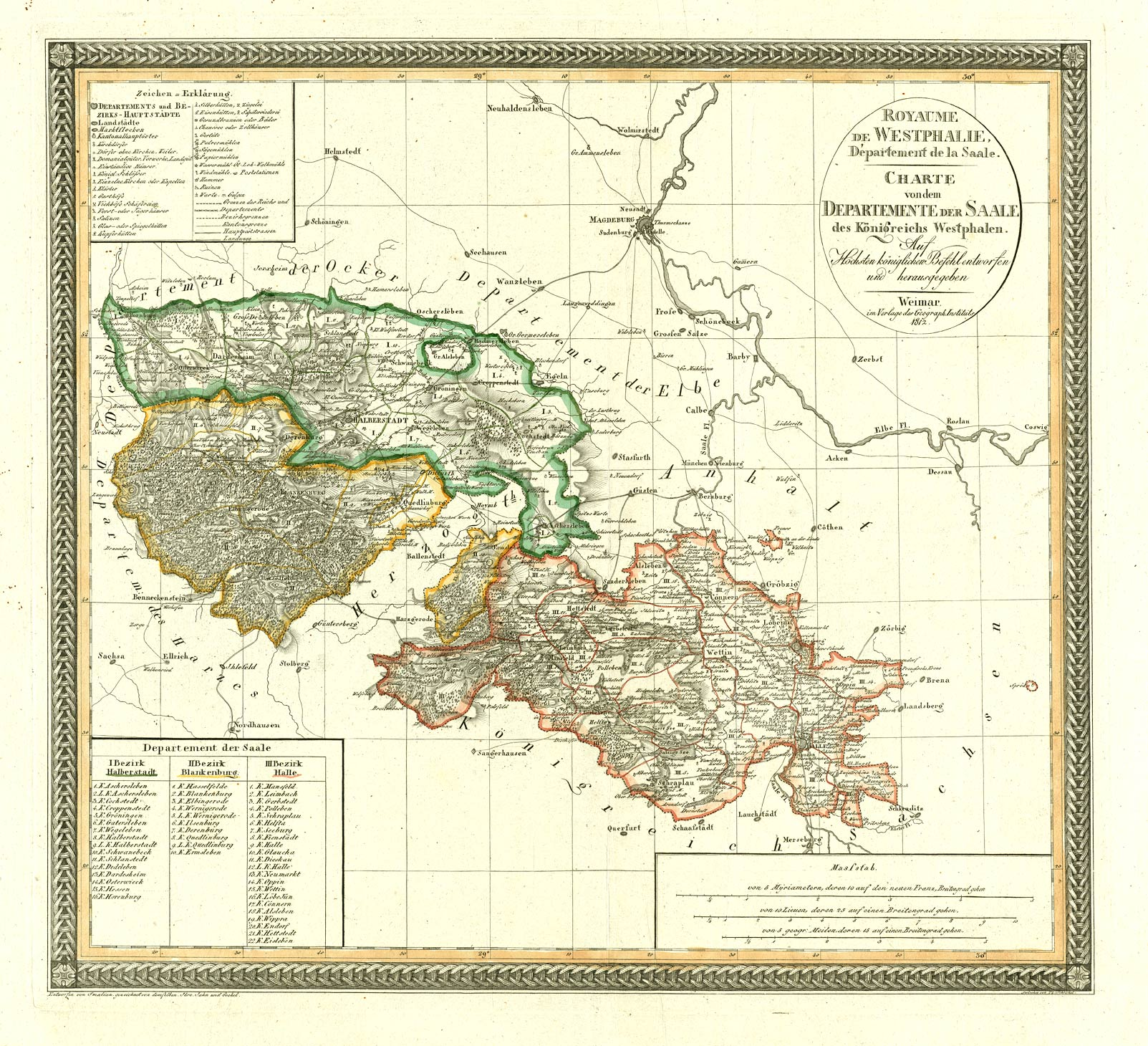
Das Departement 1812

Nachdem die Gegner Napoléons (Preußen, Österreich, Russland und Schweden), Mitte Oktober 1813 die Völkerschlacht bei Leipzig für sich entschieden hatten, zerfiel das Königreich Westphalen schnell und mit ihm das Departement Saale. 
Das Saale-Departement fiel mit Ausnahme des Fürstentums Blankenburg und des Amtes Hessen, die in das neugebildete Herzogtum Braunschweig eingegliedert wurden, an Preußen zurück, das 1816 die Provinz Sachsen mit der Hauptstadt Magdeburg bildete. Zu deren Regierungsbezirk Magdeburg zählten aus dem ehemaligen Saale-Departement der Stadtkreis Halberstadt und die Kreise Osterwieck (mit Wernigerode), Aschersleben (Kreissitz Quedlinburg) und nahezu der gesamte Kreis Oschersleben. An den Regierungsbezirk Merseburg der Provinz Sachsen fielen der Stadtkreis Halle, der Saalkreis, der Mansfelder Gebirgskreis (mit Ermsleben, Hauptstadt Mansfeld) und der Mansfelder Seekreis (mit Alsleben, Hauptstadt Eisleben).
1825 trat eine Veränderung ein, indem auf der Grundlage eines Vergleiches von 1823 mit dem Grafen Henrich zu Stolberg-Wernigerode die Grafschaft als eigenständiger Landkreis aus dem Kreis Osterwieck ausschied, dieser aufgelöst wurde und mit dem Stadtkreis Halberstadt und neun Gemeinden des Kreises Oschersleben einen neuen Landkreis Halberstadt bildete.

## Bevölkerung und Siedlungsstruktur
Das Saaledepartment hatte bei einer Fläche von 68,94 Quadratmeilen 240.195 Einwohner, die in drei Arrondissements mit 48 Kantonen mit 312 Gemeinden (Munizipalitäten) lebten.
Das Departement der Saale war von allen Departements des Königreichs das am stärksten verstädterte. Den westphälischen Statistiken zufolge lebten 1809, 32,3 % der Westphalen in Städten oder Flecken. Im Saaledepartement lag dieser Anteil bei 47 %. 
Fast zwei Fünftel der Bevölkerung wohnte in Städten mit mehr als 2000 Einwohnern und ein gutes Fünftel in Städten mit mindestens 5000 Einwohnern.
Das Saaledepartement hat mit dem Harzdepartement die durchschnittlich größten Siedlungseinheiten. Die Dörfer waren meist recht bedeutend.
Wie in den übrigen östlichen, ehemals preußischen, Gebieten des Königreichs war der bei weitem überwiegende Teil der Einwohner lutherisch. Im Distrikt Halberstadt waren andere Konfessionen und Religionen nur sehr geringfügig mehr vertreten. Auch der Anteil der jüdischen Bevölkerung war erheblich geringer als zum Beispiel in den einst hessischen Landesteilen des neuen Königreichs. Er lag unter fünf Personen je 1000 Einwohner, im Distrikt Halberstadt etwas höher, aber unter zehn. Im Fulda- und Werradepartement lagen die Zahlen teilweise fünf- bis zehnmal höher.

## Gliederung
Die Arrondissements untergliederten sich weiterhin in Kantone, denen jeweils ein Maire vorstand.
| Distrikt    | Kantone |
| ----------- | --- |
| Blankenburg | Blankenburg, Derenburg, Elbingerode, Ermsleben, Hasselfelde, Ilsenburg, Quedlinburg-Land (Ditfurt), Quedlinburg-Stadt, Wernigerode-Land, Wernigerode-Stadt                                                            |
| Halberstadt | Aschersleben-Land, Aschersleben-Stadt, Cochstedt, Croppenstedt, Dardesheim, Dedeleben, Gatersleben, Grüningen, Halberstadt-Land, Halberstadt-Stadt, Hessen, Horneburg, Osterwick, Schlanstedt, Schwanebeck, Wegeleben |
| Halle       | Alsleben, Cönnern, Dieskau, Eisleben, Endorf, Fienstedt, Gerbstedt, Glaucha, Halle-Land, Halle-Stadt, Helfta, Hettstedt, Leimbach, Lobejün, Mansfeld, Neumarkt, Oppin, Polleben, Schraplau, Seeburg, Wettin, Wippra   |

Vorgängerterritorien im Alten Reich
- Preußisches Fürstentum Halberstadt (entstanden 1802 aus dem Reichsstift Halberstadt): Alle Kantone des Westphälischen Distrikt Halberstadt, mit Ausnahme des Kantons Hessen hatten bis 1807 zu Halberstadt gezählt. Ebenso dazu gezählt hatten die Kantone Derenburg, Ermsleben, Quedlinburg-Stadt und teilweise Quendlinburg-Land im Distrikt Blankenburg.
- Grafschaft Wernigerode (unter preußischer Oberherrschaft): Die Kantone Ilsenburg, Wernigerode und teilweise Wernigerode-Land im Distrikt Blankenburg gehörten zu diesem Reichsgebiet.
- Preußisches Domänenamt Hasserode und Deutsch-Ordens-Kommende Langeln (ab 1809): Beide Gebiete wurden dem Kanton Wernigerode-Land zugeschlagen.
- Zum preußischen Teil der Grafschaft Mansfeld hatten die Kantone Mansfeld und Fienstedt aus dem Distrikt Halle gehört.
- Zum Herzogtum Magdeburg mit dem Saalkreis hatten die Hallenser Kantone Halle und Alsleben gehört.
- Der umstrittene kursächsische Teil der Grafschaft Mansfeld (eigentlich erst 1808 westphälisch wegen eines  Tausches mit Preußen für den ehemaligen Kreis Cottbus) zählte die Hallenser Kantone Wippra, Endorf, Hettstedt und Eisleben.
- Zum ehemaligen Fürstentum Braunschweig-Wolfenbüttel hatte der Westphälische Kanton Hessen mit der Reichsbaronie Schauen gehört. Aus dem Distrikt Blankenburg gehörten einst Hasselfelde, Blankenburg und Teile von Elbingerode dazu.
- Zu Kurhannover hatte die Stadt Elbingerode gehört.

## Präfektur
Präfekt des Departement wurde der vorherige Magdeburger Ordentliche Rat Wilhelm Christian Goßler (1755–1835), der 10.000 Franken Jahresgehalt bezog und seinen Sitz am Domplatz 42/43 hatte. Beratend standen ihm ein dreiköpfiger Präfekturrat und ein aus 16 Mitgliedern bestehender General-Departmentsrat zur Seite. Er war für alle Verwaltungsangelegenheiten des Departments verantwortlich. Trotz seiner politisch und ökonomisch schwierigen Aufgabe wurde er von seinen Zeitgenossen geschätzt. Anfänglich stand ihm als Generalsekretär der Präfektur Freiherr Ludwig von Westphalen zur Seite, der spätere Schwiegervater von Karl Marx. 

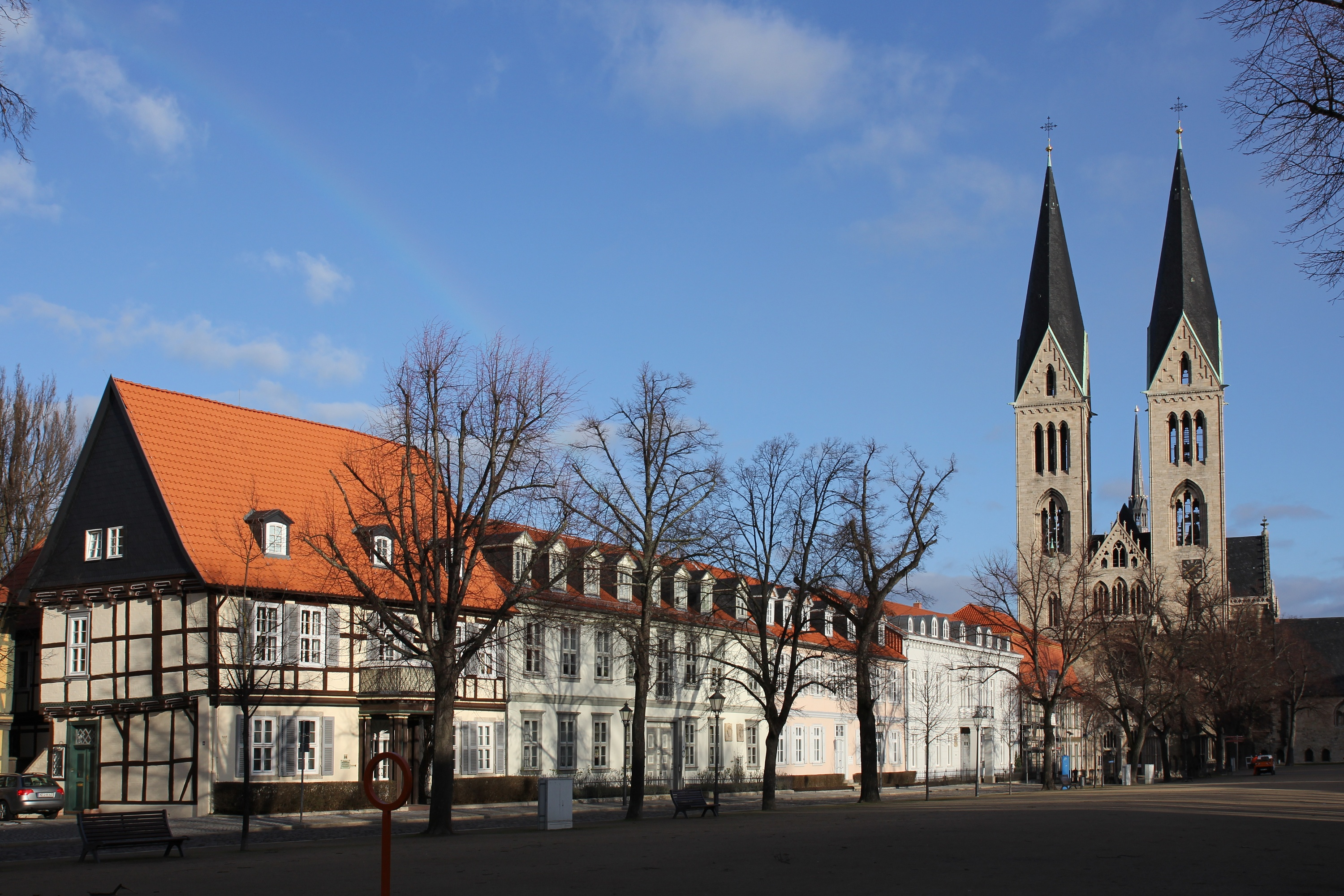
Die Präfekturgebäude am Halberstädter Domplatz (Mitte)

Ludwig von Westphalen wurde 1809 nach Salzwedel beordert, wo er Unterpräfekt wurde. Um in der Verwaltungshierarchie aufzusteigen, musste man eine Verwaltungseinheit in Eigenverantwortung verwaltet haben, was der Generalsekretär des Saale-Departements offenbar nicht verstanden hatte, da er seinen Posten in Halberstadt behalten wollte.
Die personelle Stabilität an der Spitze des Departements stand in Kontrast zum raschen Wechsel der Unterpräfekten des Distrikts Halle. In der straff gegliederten westphälischen Verwaltungshierarchie scheint diese Unterpräfektur als Sprungbrett zur Ernennung zum Präfekten gedient zu haben.
In Halle wurden von 1808 bis 1813 immerhin fünf Unterpräfekten ernannt, von denen vier den Posten auch effektiv besetzten, so viel wie in keinem anderen Distrikt. Die Unterpräfektur Halle war auch mit höheren Zuwendungen für Bürokosten dotiert als die übrigen Unterpräfekturen des Königreichs. Zu Beginn des Jahres 1808 wurde dort der ehemalige Magdeburger Kriegs- und Domänenrat Johann August Wilhelm Frantz, der die Gegend als Präsident der Chausseebaukommission des Saalkreises bereits kannte, zum Unterpräfekten ernannt, aber bereits im Oktober zum Präfekten des Leinedepartements befördert. Möglicherweise sollte er auch versetzt werden, denn er hatte verwandtschaftliche Beziehungen zu Persönlichkeiten seines Distrikts. Sein Schwiegervater war Pächter des bedeutenden Amtes Giebichenstein.
Häufig wurden die Unterpräfekten in Distrikten ernannt, aus denen sie nicht stammten. Frantzens Nachfolger, von Scheele wurde Präfekt des Aller-Departements, während der Hallenser Unterpräfekt Piautaz 1813 sogar zum Präfekten des Fulda-Departements befördert wurde und die Präfektur in der Hauptstadt Cassel beziehen konnte.